# Émile Thion
Émile Thion, né le 25 octobre 1879 dans le 9e arrondissement de Paris et mort le 20 février 1967 à Gasny, est un architecte français.
Il fut influencé par Louis-Auguste Boileau et/ou Louis-Charles Boileau
Il commence sa carrière avec Jean-Baptiste et Adolphe Lucien Vernholes notamment sur des maisons et immeubles à Enghien-les-Bains
L'ancien Cabinet Vernholes et Thion créé en 1879 devient le Cabinet Thion et fils, sis au 172 rue Legendre en 1935 puis au 49 boulevard de Courcelles en 1938 (17e arrondissement de Paris).

## Quelques réalisations
- 1899 : 11 chaussée de la Muette (angle 2 avenue Mozart, 16e arrondissement de Paris)[5]
- 1900 : 47 et 47 bis boulevard de Courcelles (8e arrondissement de Paris)[6]
- 1904 : 231 bis, rue La Fayette (Paris)
- Maisons et immeubles à Enghien-les-Bains - Notice no IA95000179, sur la plateforme ouverte du patrimoine, base Mérimée, ministère français de la Culture
- Maison dite Chalet à Enghien-les-Bains - Notice no IA95000231, sur la plateforme ouverte du patrimoine, base Mérimée, ministère français de la Culture
- 1903 : Maisons jumelles dites « Le Rêve » à Enghien-les-Bains - Notice no IA95000232, sur la plateforme ouverte du patrimoine, base Mérimée, ministère français de la Culture
- 1904 : Maison de villégiature à Enghien-les-Bains - Notice no IA95000230, sur la plateforme ouverte du patrimoine, base Mérimée, ministère français de la Culture
- 1905 : Immeuble 53, rue du Général-de-Gaulle à Enghien-les-Bains - Notice no IA95000344, sur la plateforme ouverte du patrimoine, base Mérimée, ministère français de la Culture
- 1911 : Maison néo-normande à Montmorency[7]
- 1921 : Villa artistique à Enghien-les-Bains - Notice no IA95000241, sur la plateforme ouverte du patrimoine, base Mérimée, ministère français de la Culture
- 1922 : Comptoir de l’Industrie (Reims),  6-12, rue Cérès à Reims.
- 1922 : Palais oriental 39 rue Bacquenoi à Reims.
- 1923 : Cinéma Opéra, rue de Thillois à Reims[8] Notice no PA00078778, sur la plateforme ouverte du patrimoine, base Mérimée, ministère français de la Culture.

- 1924 : maison de ville au 50 rue Buirette à Reims.

## Galerie

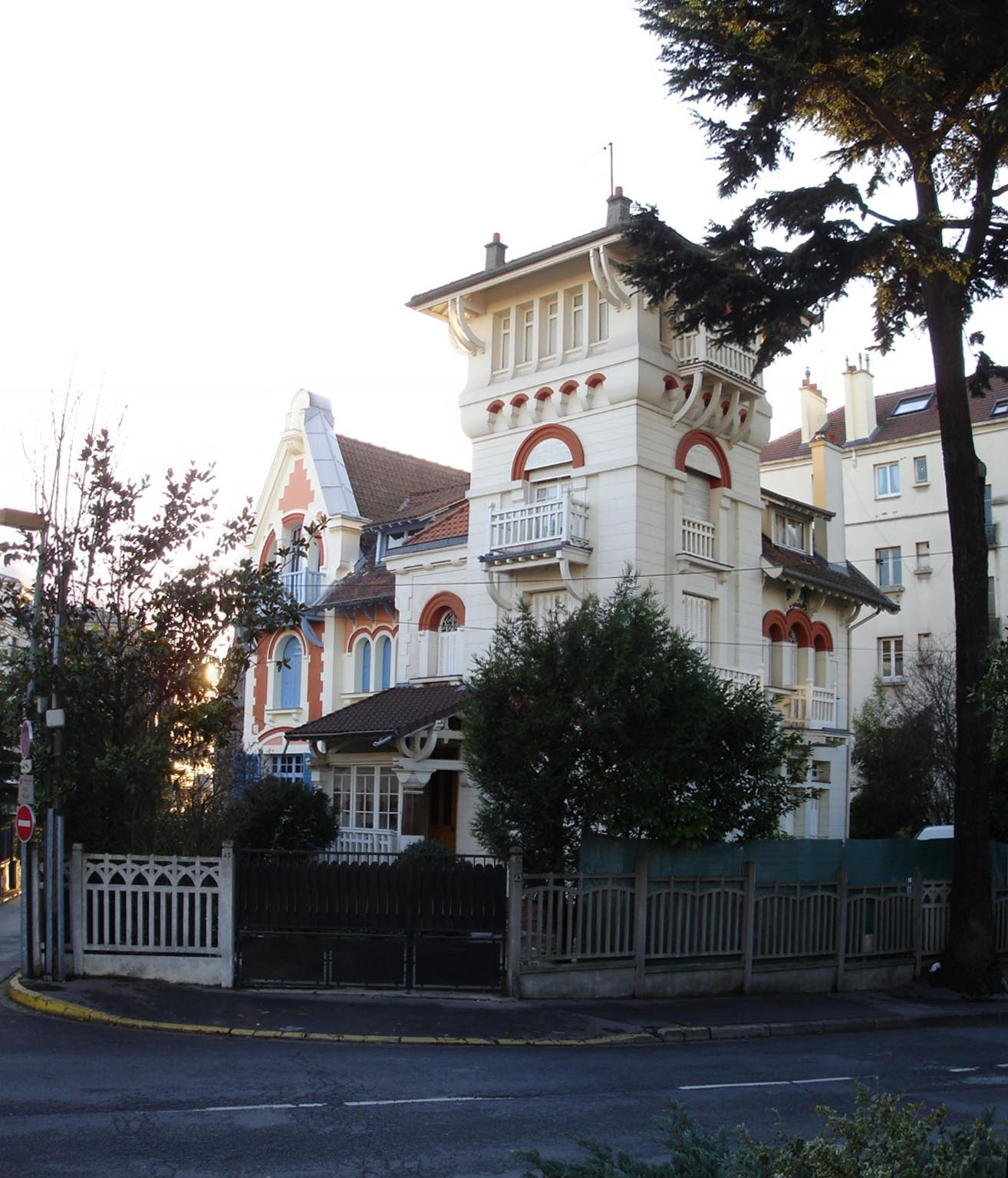
« Le Rêve »[9].
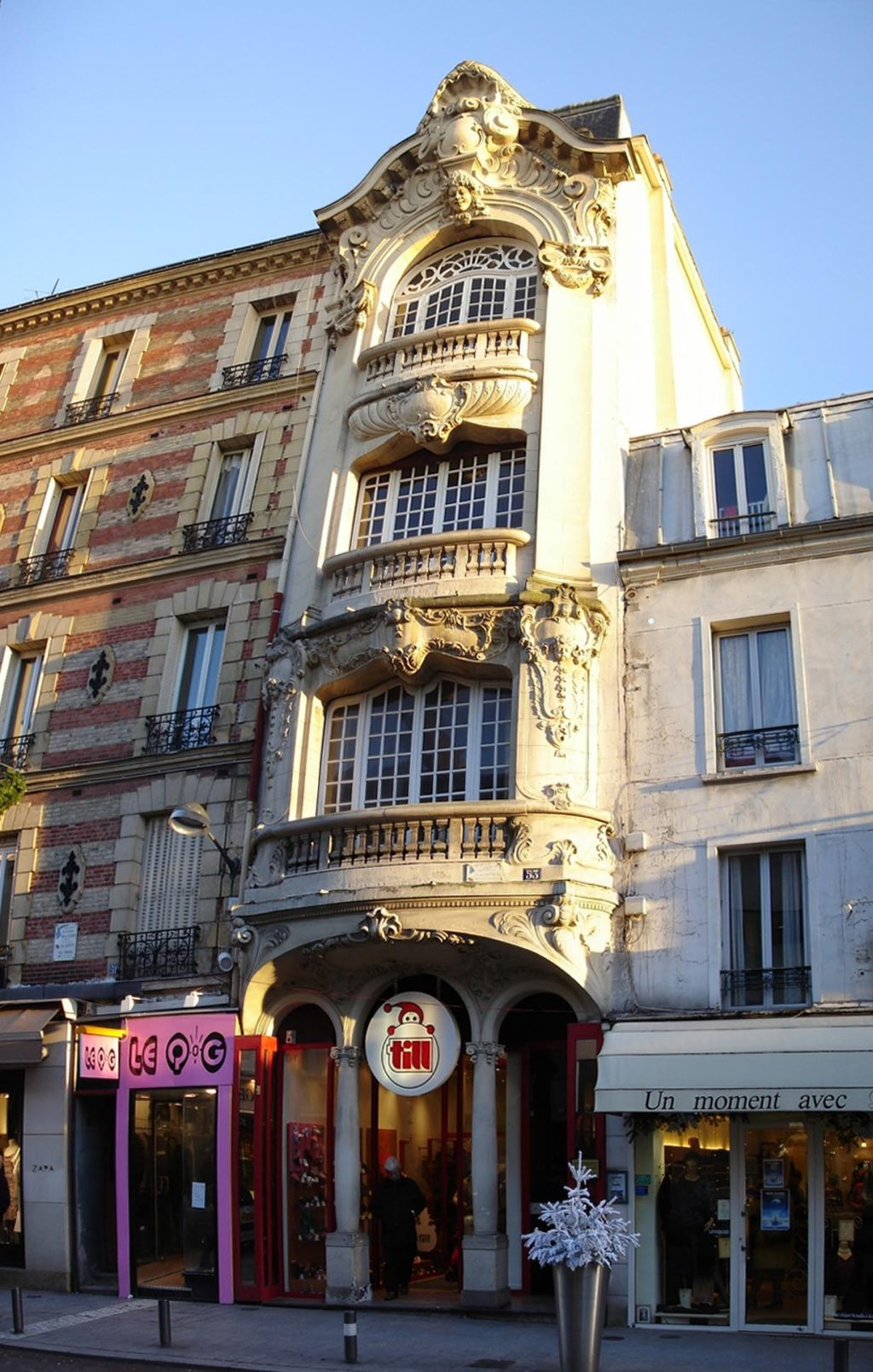
Immeuble [10] à Enghien.
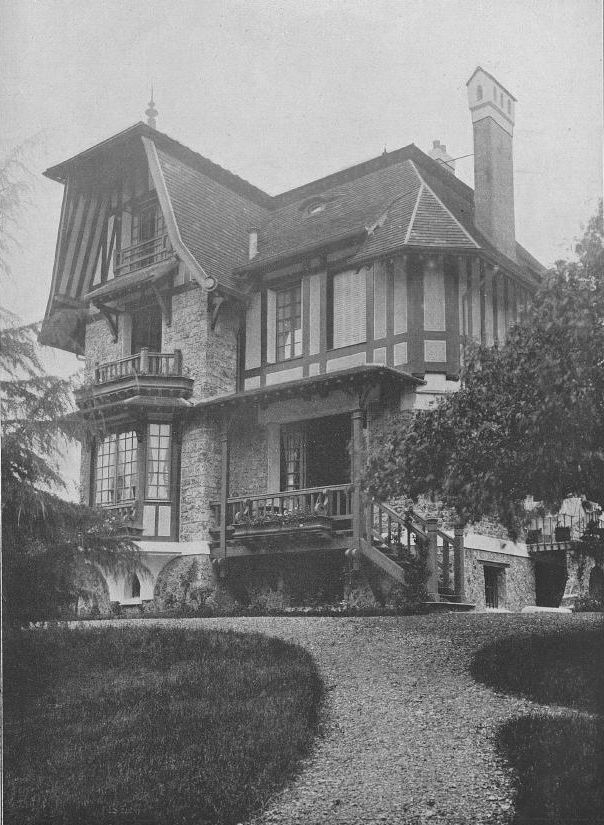
Maison néo-normande à Montmorency.
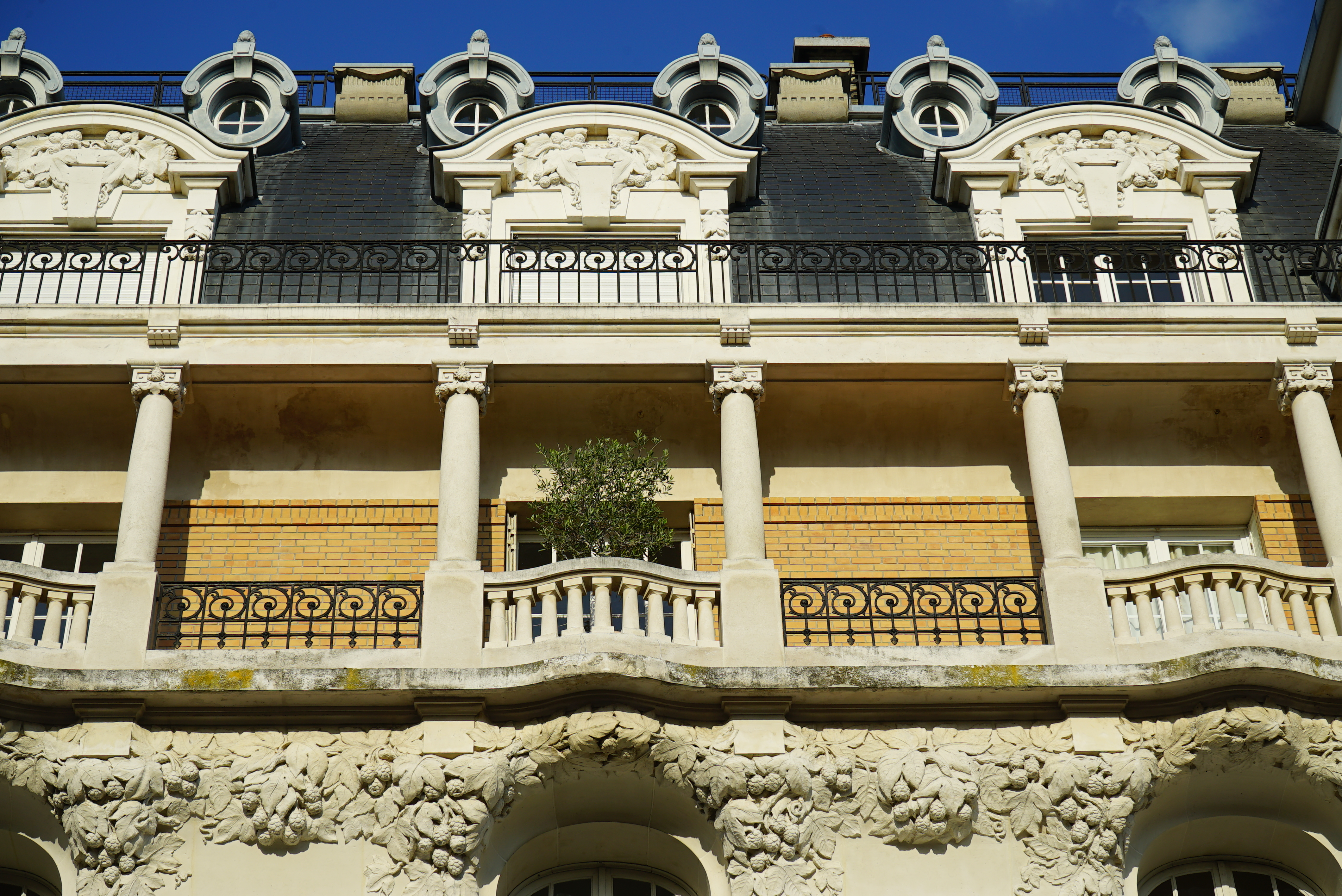
Immeuble rue Voltaire à Reims.
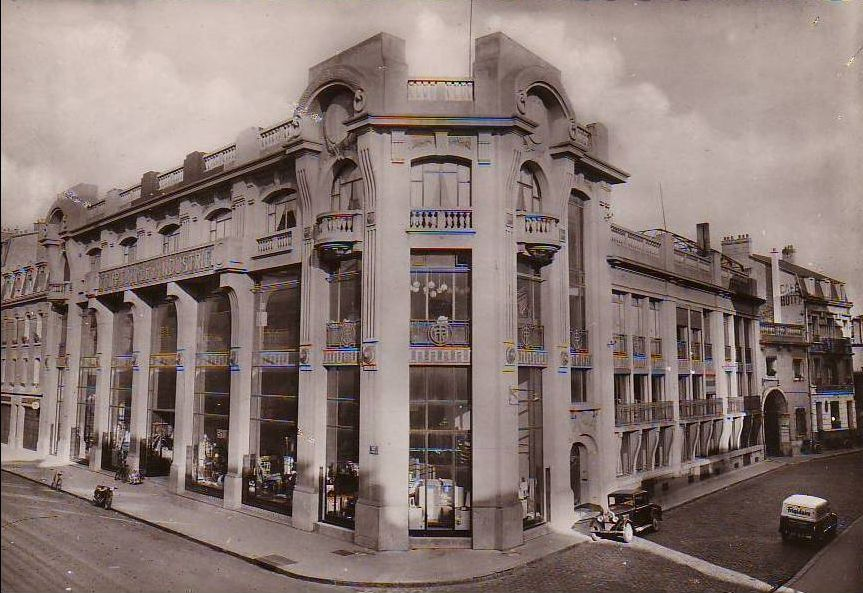
Comptoir de l'Industrie, Reims.
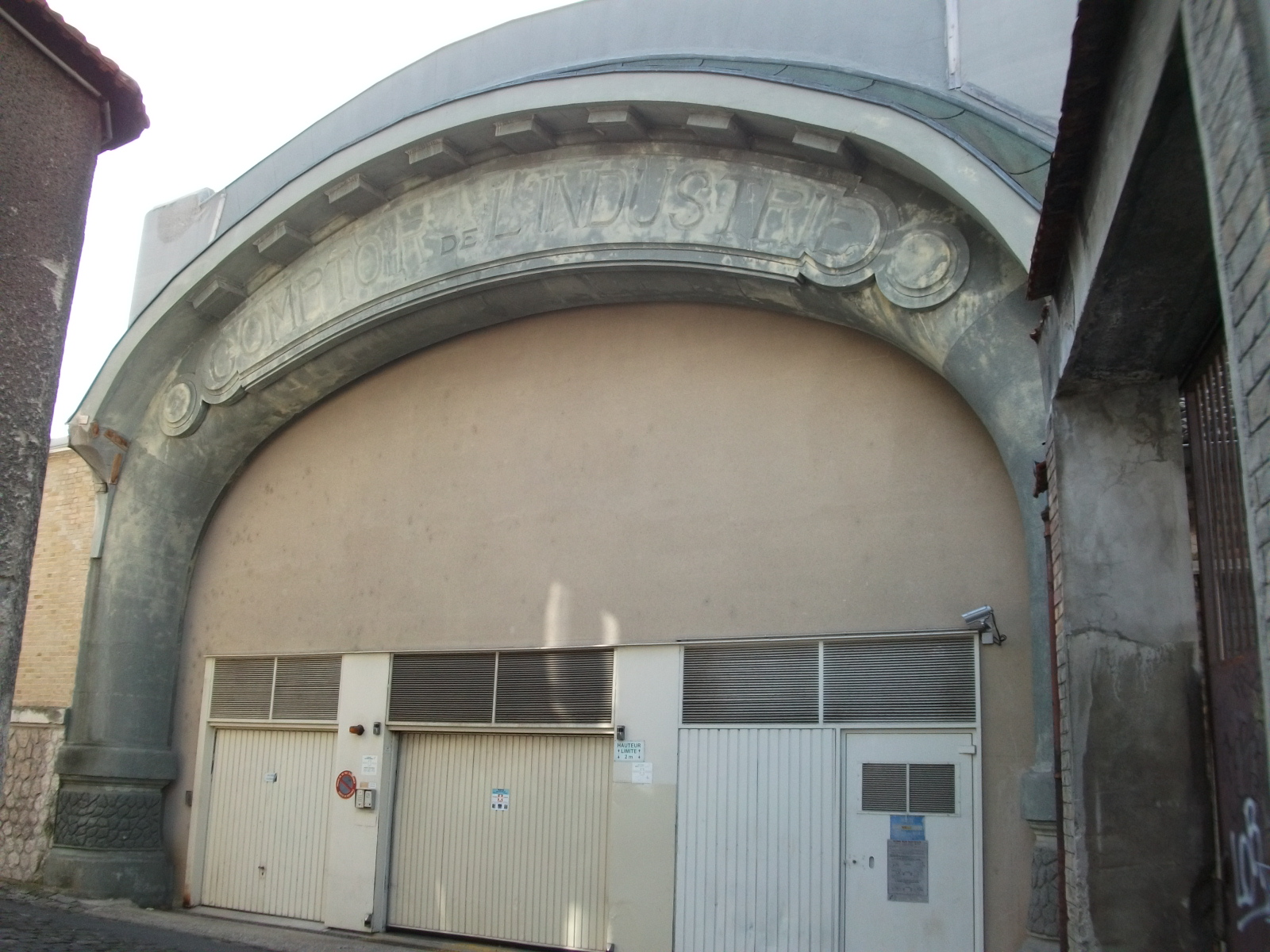
Comptoir de l’Industrie (Reims).
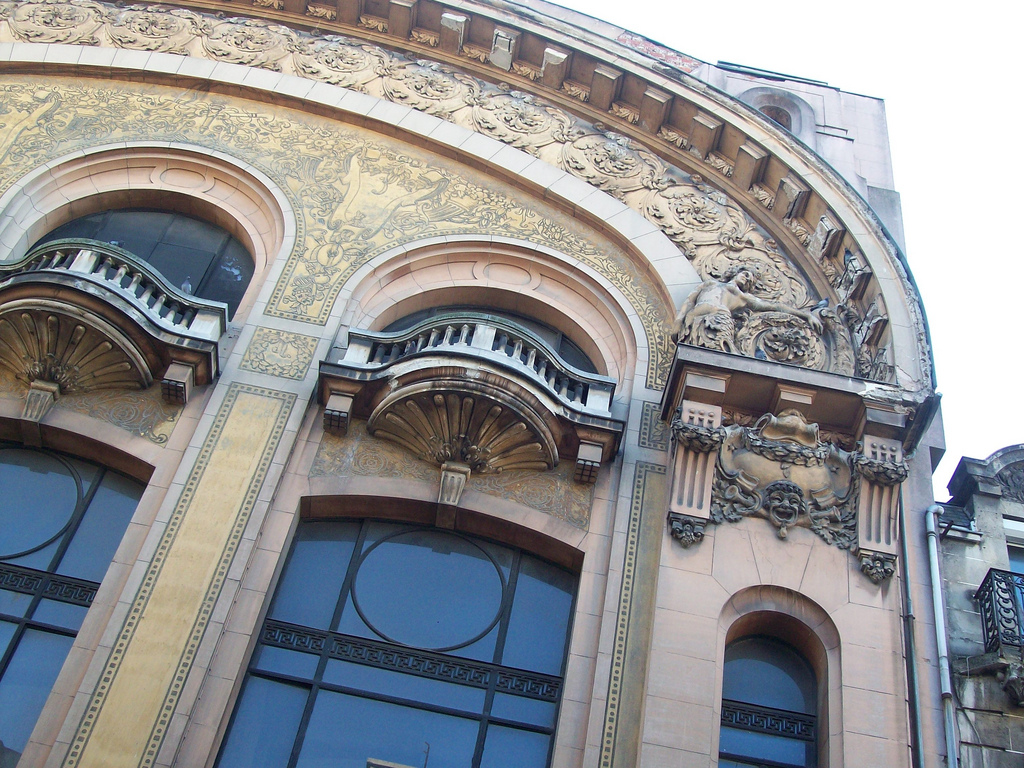
Cinéma Opéra
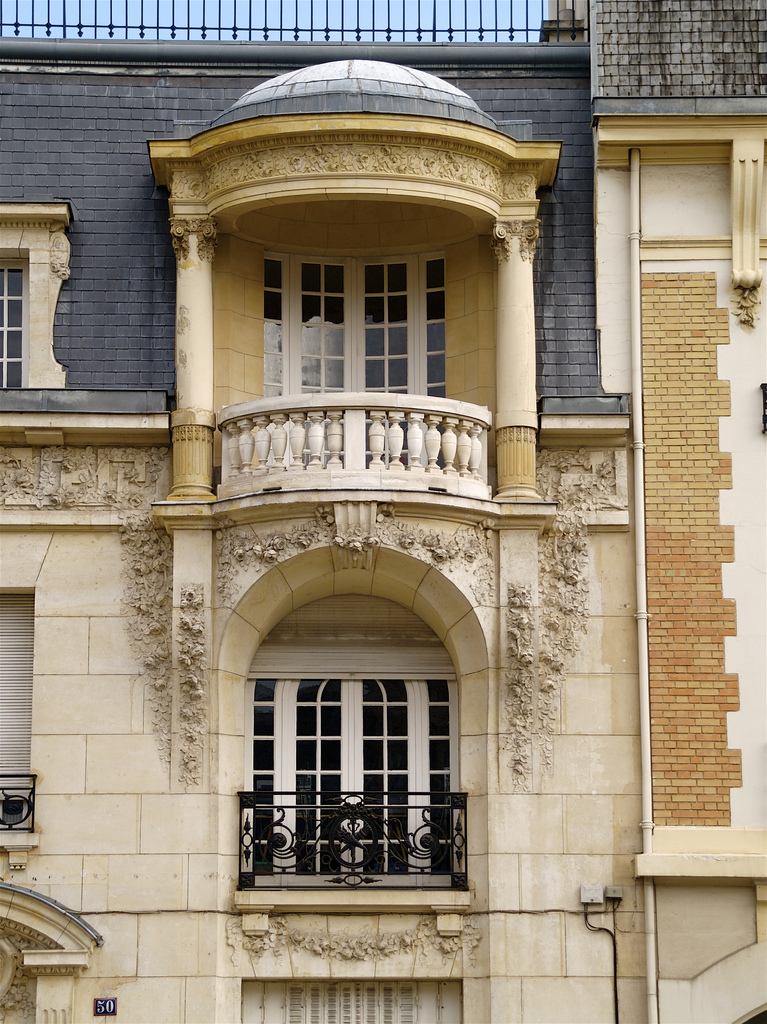
rue Buirette à Reims.